# Luís Nancassa
Luís Nancassa (Bula, 15 de maio de 1957) é um professor guineense. Foi presidente do Sindicato dos Professores da Guiné Bissau.
Concorrendo como candidato presidencial independente nas eleições presidenciais de 2012, Nancassa terminou em nono lugar entre nove candidatos presidenciais, recebendo 0,37% dos votos. Em 2014 voltou a concorrer para as presidenciais, ficou no décimo primeiro lugar dos treze candidatos. Em 2019 viu a sua candidatura ser rejeitada pelo Supremo Tribunal da Justiça.